# RSZ Handball-Akademie Göppingen
Das RSZ Handball-Akademie Göppingen in Göppingen war ein Spitzensportzentrum des Deutschen Handballbundes (DHB) und des Handballverbands Württemberg (HVW) und wurde von Kurt Reusch und Vasile Oprea als Trainer betreut. Die Akademie wurde 2002 gegründet und Projektleiter war Alexander Gehrer.
In Zusammenarbeit mit anderen Institutionen war es das Ziel, talentierte Jugendliche auf eine Karriere als Handball-Spitzensportler vorzubereiten. Die Entwicklung der einzelnen Spieler hatte dabei oberste Priorität und stand vor Vereinsinteressen. In diesem speziellen Förderkonzept wurden die Spieler unter anderem sportmedizinisch und pädagogisch betreut. 
Die Handball-Akademie trat während der Saison in der Intersport-Challenge-Tour auf und forderte dabei Herrenmannschaften von Oberliga bis Regionalliga heraus. 
Nach der Saisonabschluss wurden international besetzte Handballturniere wie beispielsweise das IBOT besucht. Das RSZ konnte das Turnier mit den B-Junioren 2003, 2005, 2007 und mit den A-Junioren 2004, 2005 und 2006 gewinnen. Im Jahr 2005 konnte das RSZ erstmals in Spanien den Granollers Cup, eines der bestbesetzten und größten Juniorenturniere Europas, gewinnen. Der beste Spieler des Turniers kam ebenfalls aus Göppingen.
Im selben Jahr traf das RSZ zweimal auf die Litauische A-Junioren-Nationalmannschaft, gegen die es ein 34:34 und einen Sieg mit 15:11 erreichte. Die Handball-Akademie hat mittlerweile schon mehrere Junioren-Nationalspieler hervorgebracht und wurde 2006 Deutscher Meister im Beachhandball. 2008 gewann die A-Jugend den Prague Handball Cup, ebenfalls eines der bestbesetzten und größten Juniorenturniere Europas. 
Der spätere Nationalspieler und Europameister Kai Häfner besuchte die Akademie.
Das Ende des Projekts kam mit der Schließung 2013, um die Ressourcen in das neugegründete Nachwuchscenter von Frisch Auf Göppingen zu überführen.